# Llegenda de la serp blanca
La llegenda de la serp blanca és una història tradicional de la literatura xinesa d'origen medieval. La llegenda ha estat adaptada al teatre i a l'òpera.

## Argument
Lü Dongbin, un estudiós, es va disfressar de pobre venedor ambulant que oferia menjar. Un jove va comprar-li'n i va notar que no li venia la gana en tres dies. Intrigat, va tornar al lloc ambulant per preguntar al venedor pel seu secret i aquest el va sacsejar fins que va escopir les restes de menjar. Després el va amonestar, dient que acabava de perdre les farinetes de la immortalitat. Aquelles restes van acabar al fons del llac on vivia una serp blanca, que les va ingerir i va adquirir així poders màgics i vida eterna. Una tortuga contempla engelosida l'escena.
La serp es va transformar en una bella dona i es va casar. Després d'anys de viure junts, la tortuga va emborratxar la serp perquè revelés la seva autèntica naturalesa al seu home. Ell, però, va quedar-se amb ella perquè l'estimava i la va deixar embarassada. El seu fill va créixer en saviesa i bondat fins que va sentir-se preparat per enfrontar-se a la tortuga i derrotar-la.